# Beibit Issabajew
Beibit Öksikbajuly Issabajew (kasachisch Бейбіт Өксікбайұлы Исабаев Beibıt Öksıkbaiūly İsabaev, russisch Бейбит Оксикбаевич Исабаев Beibit Oksikbajewitsch Issabajew; * 4. Dezember 1962 in Bakanas, Kasachische SSR) ist ein kasachischer Diplomat und Politiker.

## Leben
Isabajew absolvierte 1985 die Kasachische Staatliche Kirow-Universität (heute Al-Farabi Universität). 1999 folgte ein weiterer Abschluss als Absolvent der Diplomatischen Akademie des Außenministeriums von Kasachstan.
Von 1985 bis 1994 war Isabajew journalistisch tätig, unter anderem als Chefredakteur der Zeitung „Orken-Horizont“ (Оркен — Горизонт) und als Generaldirektor des kasachischen Fernsehens.
Von 1994 bis 1997 bekleidete er das Amt des stellvertretenden Akim (Bürgermeister) von Almaty.
2003 wurde Isabajew zum Botschafter Kasachstans in Pakistan. Es folgten weitere diplomatische Stationen als Botschafter in der Türkei und Albanien (2006–2008), Kirgisistan (2009–2015) und Aserbaidschan (2015–2019).
Im Juli 2019 wurde Isabajew Bevollmächtigten des Präsidenten Kasachstans in der Mäschilis ernannt.
Per Dekret des Präsidenten vom 13. Januar 2022 wurde Isabajew zum Abgeordneten im Senat von Kasachstan.